# Chaetisothrips medinai
Chaetisothrips medinai är en insektsart som beskrevs av Sakimura 1969. Chaetisothrips medinai ingår i släktet Chaetisothrips och familjen smaltripsar. Inga underarter finns listade i Catalogue of Life.